# هندرام (مینه‌سوتا)
هندرام، مینه‌سوتا (به انگلیسی: Hendrum, Minnesota) یک شهر در ایالات متحده آمریکا است که در شهرستان نورمن، مینه‌سوتا واقع شده‌است.

## خصوصیات
هندرام ۰٫۸۵ کیلومترمربع مساحت و ۳۰۷ نفر جمعیت دارد و ۲۶۶ متر بالاتر از سطح دریا واقع شده‌است.